# インジャン古河
インジャン古河（インジャンこが）、1970年9月20日- ）は、日本のAV監督。 本名:古閑慎太郎。

## 来歴・人物
- 1996年頃にV&Rプランニングに入社。履歴書の｢志望の動機、特技、好きな学科など｣という自由欄に、｢パソコン｣｢ビデオ鑑賞｣｢自慰｣を3行で書いていた[3]。

- V&R時代は『ザーメン死亡遊戯』『ラブボイン』などをリリース、2001年に退社した[1]。

- V&Rの仕事で辛かった作品は『征服学園女子部』[3]。

- その後、オフィスペナルティを設立。

- 2005年、松嶋クロスとアダルトビデオメーカー「古松映像」（こまつえいぞう）を設立し、その後、「CROSS」を設立した。

- 2005年、2006年のMOODYZ感謝祭では、松嶋クロスとともにCAMPAKEXというバンドで参加した[4]。

- 2007年6月9日、新宿LOFT/PLUS ONEで行われた松嶋クロスとのトークショーにおいて、AV監督引退を突如発表したが、2008年6月19日、CROSSより『淫乱フルスペック汁だく変態ハード着エロ 浜崎りお』をリリース。

## 作品

### CROSS
2005年11月～2008年6月に販売したCROSS監督作品
- 未成年ナンパ (発売日:2005年11月19日) - 出演者:山本梓、可愛いいな、橘利美、葉月真琴、SARINA
- マネージャーヤっちゃった。グッチ小山
- 灼熱デジモレズカップル 苺みるく、三咲まお、常夏みかん
- 人妻ドライブ極 水野さくら、井川ななこ、坂下れい
- デジタルモザイクアクアSEX　南波杏
- Age 18歳 竹内奈々、柳瀬遥、若葉ひな、亜佐倉みんと
- white room MEW
- どど～んとAV女優100人大集合！エロ～い女優100人いたってボクちゃんもっとエロいもんね！ 企画女優100名
- Age 19歳 星野つぐみ、桜木まい、鈴木かのえ、ともか
- Age 20歳 要涼、華月優、綾野みゆき、宮下あおい
- Age 21歳 鶴瀬愛美、桃咲あい、麻生岬、森本みく
- 睡眠薬アヌス 若葉かおり、望月加奈、大粒ルイ、白川なつみ
- 灼熱デジモ2 レズビアン ラブ＆ゲーム 桜田さくら、金城アンナ、辻本りょう
- Age 22歳 薫まい、大塚ひな、ビビアン、川尻みゆき
- 結婚したら妻が痴女 酒井ちなみ、桜田さくら、菊原まどか、宮里さくら
- Age 23歳 川上樹里、鈴木ありさ、速水怜、佐田絵里奈
- DIGITAL MOSAIC　 SEX MACHINE 三咲まお、藤森かおり
- デジタルモザイクアクアSEX MEW
- 実録！AV製作会社就職物語 月野しずく
- まんぐりもんぐり30人4時間！ 女優30名
- 清楚系セレブ妻 現金誘惑マニアック調教 発売日:2006年9月19日 出演:橘未稀、真田ゆかり。監督に松嶋クロスも名を連ねる。
- 淫乱フルスペック汁だく変態ハード着エロ 浜崎りお(2008年6月19日) - 出演者:横山翔子